# 市田勇
市田 勇（いちだ いさむ
）は、日本の編集技師。

## 主な編集作品

### 映画
※日本アカデミー賞編集賞を受賞した作品は太字で表記

#### 1970年代
- ポルノ時代劇 忘八武士道 （1973年）
- やくざ対Gメン 囮 （1973年）
- 東京-ソウル-バンコック 実録麻薬地帯 （1973年、日本・香港・タイ・韓国合作）
- 女番長 タイマン勝負 （1974年）
- 忘八武士道 さ無頼 （1974年）
- 山口組外伝 九州進攻作戦 （1974年）
- 三代目襲名 （1974年）
- ザ・カラテ2 （1974年）
- 逆襲! 殺人拳 （1974年）
- まむしと青大将 （1975年）
- 日本暴力列島 京阪神殺しの軍団 （1975年）
- 資金源強奪 （1975年）
- 神戸国際ギャング （1975年）
- 極道社長 （1975年）
- 強盗放火殺人囚 （1975年）
- 暴走パニック 大激突 （1976年）
- 新仁義なき戦い 組長最後の日 （1976年）
- 女必殺五段拳 （1976年）
- バカ政ホラ政トッパ政 （1976年）
- やくざの墓場 くちなしの花 （1976年）
- 広島仁義 人質奪回作戦 （1976年）
- 恐竜・怪鳥の伝説 （1977年）
- ドーベルマン刑事 （1977年）
- ゴルゴ13 九竜の首 （1977年、日本・香港合作）
- 柳生一族の陰謀 （1978年）
- 宇宙からのメッセージ （1978年）
- 赤穂城断絶 （1978年）
- 総長の首 （1979年）
- その後の仁義なき戦い （1979年）
- 日本の黒幕 （1979年）
- 夢一族 ザ・らいばる （1979年）

#### 1980年代
- 影の軍団 服部半蔵 （1980年）
- 徳川一族の崩壊 （1980年）
- 忍者武芸帖 百地三太夫 （1980年）
- 仕掛人梅安 （1981年）
- 吼えろ鉄拳 （1981年）
- 冒険者カミカゼ -ADVENTURER KAMIKAZE- （1981年）
- 燃える勇者 （1981年）
- 鬼龍院花子の生涯 （1982年）
- 野獣刑事 （1982年）
- 蒲田行進曲 （1982年）
- 制覇 （1982年）
- 人生劇場 （1983年）
- 陽暉楼 （1983年）
- 里見八犬伝 （1983年）
- 序の舞 （1984年）
- 空海 （1984年）
- コータローまかりとおる! （1984年）
- 北の螢 （1984年）
- 修羅の群れ （1984年）
- 櫂 （1985年）
- 花いちもんめ。 （1985年）
- 薄化粧 （1985年）
- 火宅の人 （1986年）
- 十手舞 （1986年）
- 極道の妻たち （1986年）
- 吉原炎上 （1987年）
- 極道の妻たちII （1987年）
- 竜馬を斬った男 （1987年）
- 花園の迷宮 （1988年）
- 肉体の門 （1988年）
- 華の乱 （1988年）
- 姐御 （1988年）
- 極道の妻たち 三代目姐 （1989年）
- 社葬 （1989年）
- 226 （1989年）
- 悲しきヒットマン （1989年）

#### 1990年代
- 女帝 春日局 （1990年）
- 極道の妻たち 最後の戦い （1990年）
- 動天 （1991年）
- 陽炎 （1991年）
- 福沢諭吉 （1991年）
- 江戸城大乱 （1991年）
- 女殺油地獄 （1992年）
- 寒椿 （1992年）
- わが愛の譜 滝廉太郎物語 （1993年）

### テレビドラマ
- 柳生十兵衛 （1970年 - 1971年、フジテレビ）[2]
- 隼人が来る （1972年 - 1973年、フジテレビ）
- 喧嘩安兵衛 決闘高田ノ馬場 （1989年、日本テレビ）
- 源氏九郎颯爽記 秘剣揚羽蝶 （1991年、テレビ朝日）

## 受賞歴
- 1988年 第11回日本アカデミー賞：優秀編集賞『極道の妻たちII』『吉原炎上』『竜馬を斬った男』
- 1989年 第12回日本アカデミー賞：優秀編集賞『姐御 あねご』『花園の迷宮』『華の乱』『肉体の門』[3]
- 1990年 第13回日本アカデミー賞：優秀編集賞『極道の妻たち 三代目姐』『社葬』『226』
- 1992年 第15回日本アカデミー賞：優秀編集賞『江戸城 大乱』『陽炎』『動天』『福沢諭吉』[4]
- 1993年 第16回日本アカデミー賞：優秀編集賞『女殺油地獄』『寒椿』